# Pittsburgh Pirates
Die Pittsburgh Pirates sind ein US-amerikanisches Baseball-Team. Die Mannschaft spielt in der Central Division der National League.

## Geschichte

### Beginn bis 1945
Das heutige Franchise geht zurück auf das Team der Pittsburgh Alleghenies (oder Alleghenys), die 1887 der National League beitraten. Der Name Allegheny bezieht sich auf den benachbarten Ort Allegheny, der seit 1907 nach Pittsburgh eingemeindet ist. Zuvor hatte dieses Franchise bereits seit 1882 in der American Association, einer konkurrierenden Major League, professionell Baseball gespielt. Ab 1891 wird das Team als Pirates geführt.
Der erste große Erfolg kam im Jahr 1901, als der erste Pennant, also die Meisterschaft in der National League erreicht wurde. Diesen Erfolg konnte man in den beiden nächsten Jahren wiederholen. Dadurch nahmen die Pirates auch an der ersten World Series überhaupt 1903 teil, die allerdings gegen die Boston Red Sox verloren ging. Besondere Verantwortlichkeit kommt bei diesen Erfolgen insbesondere dem auch als Spieler aktiven Manager Fred Clarke zu, der von 1901 bis 1915 die sportlichen Geschicke leitete. Als herausragender Pirates-Spieler dieser Zeit gilt der Shortstop Honus Wagner, der den Pirates kontinuierlich die Treue hielt. Dieses Vertrauen wurde 1909 mit dem nächsten NL-Titel und dem ersten World Series-Titel belohnt.
Nach längerer Durststrecke konnten die nächsten NL-Pennant 1925 und 1927 errungen werden, 1925 auch mit dem Gewinn der World Series verbunden. Die Pirates waren bei ihrem World Series-Gewinn das erste Team, das nach einem 1:3-Rückstand noch die Best-of-Seven-Serie gewinnen konnte. In den Folgejahren konnten die Pirates jedoch nicht mehr entscheidend in den Kampf um den NL-Titel eingreifen; bis 1945 sind lediglich drei zweite Plätze zu vermelden.

### 1946 bis 1979
Einen richtigen Niedergang erlebten die Pittsburgh Pirates jedoch nach dem Zweiten Weltkrieg. Zwischen 1947 und 1957 belegten sie gleich sieben Mal den letzten Platz in der acht Mannschaften starken National League. Im Team spielte seit 1955 auch ein kommender Star als Outfielder, Roberto Clemente. Clemente sollte bis zu seinem Tod 1972 fortan die Geschicke der Franchise mitprägen. Nach einem zweiten Platz 1958 kam 1960 der erste NL-Titel seit 33 Jahren und auch der Gewinn der World Series gegen die New York Yankees. Damit hatte man sich für die Niederlage 1927 gegen die Yankees revanchiert.
Nach der Umstellung auf zwei Divisionen konnten die Pirates zwischen 1970 und 1979 gleich sechsmal ihre (East-)Division gewinnen. Zwar ging viermal das Finale um den Titel in der National League in dieser Zeit verloren, doch mit den NL-Titeln 1971 und 1979 und den jeweils auch folgenden World-Series-Gewinnen war diese Periode zumindest ähnlich erfolgreich wie der Anfang des Jahrhunderts. Für das Jahr 1979 ist wieder die Aufholjagd in der World Series gegen die Baltimore Orioles nach 1:3-Rückstand erinnernswert und dabei die Leistung des 39 Jahre alten Veteranen Willie Stargell, der auch World Series MVP wurde.

### Seit 1980
Der Titelgewinn von 1979 blieb ohne adäquaten Nachfolger. In den Jahren 1990 bis 1992 konnten zwar Divisions-Titel der noch halbgeteilten Liga errungen werden, doch ging das Team in diesen Jahren jeweils im Finale der National League als Verlierer vom Platz. Was seitdem folgte, ist selbst im langlebigen US-Baseball-Sport Rekord: Seit der Saison 1993 konnten die Pirates keine Saison mehr mit einer positiven Bilanz abschließen. Die nach Ende der Saison 2009 mittlerweile 17 Spielzeiten mit mehr Niederlagen als Siegen übertreffen die vorherige Bestmarke der Philadelphia Phillies, die 1948 nach 16 Jahren endete.
In der im April begonnenen Saison 2010 kam es am 23. April 2010 für die Heimfans noch schlimmer: Die Pirates kassierten bei dem 0-20 gegen die Milwaukee Brewers ihre höchste Niederlage in 124 Jahren Franchisegeschichte.
Die Serie von Saisons mit mehr Niederlagen als Siegen endete 2013 nach 21 Jahren. Nach dem Erfolg der Toronto Blue Jays in der Saison 2015 sind die Pirates das einzige MLB-Franchise ohne einen Erfolg in einer Division Series.

## Stadion und Maskottchen
Seine Heimspiele trägt das Team im PNC Park aus. Seit 1969 haben die Pirates in Bradenton, Florida ihr Winterdomizil und spielen dort in der Vorsaison im örtlichen McKechnie Field.
Der „Pirate Parrot“ (deutsch „Piratenpapagei“) ist das Maskottchen der Pirates seit 1979. Die Idee kommt von „Captain Flint“, dem Papagei des Long John Silver aus dem Buch Die Schatzinsel von Robert Louis Stevenson. Bereits vor den Spielen läuft das Maskottchen auf dem Spielfeld hin und her und erregt auch mit lustigen Clips auf der Großleinwand vor allem bei den Kindern Freude. Während des Spiels läuft es meistens auf dem Dug-Out oder in den Zuschauerreihen herum, setzt sich auf Zuschauer und tanzt. Außerdem hilft er bei Zuschauerattraktionen zwischen Innings wie dem „in die Luft schießen“ von Hot Dogs und T-Shirts.

## Nicht mehr vergebene Nummern
| Billy Meyer, Manager, 1948–1952            | Ralph Kiner, OF, 1946–1953                                                                      | Willie Stargell, OF-1B, 1962–1982; Coach, 1985 |
| Bill Mazeroski, 2B, 1956–1972; Coach, 1973 | Danny Murtaugh, IF, 1948–1951; Coach, 1956–1957; Manager, 1957–1964, 1967, 1970–1973, 1973–1976 | Pie Traynor, 3B, 1920–1934; Manager, 1934–1939 |
| Roberto Clemente, OF, 1955–1972            | Honus Wagner, SS, 1900–1917; Manager, 1917; Coach, 1933–1951 (Nur seine Nummer als Coach)       | Paul Waner, OF, 1926–1940                      |
| ------------------------------------------ | ----------------------------------------------------------------------------------------------- | ---------------------------------------------- |
|                                            | Jackie Robinson* *(bei jedem Club der Major League Baseball)                                    |                                                |

## Minor-League-Teams der Pittsburgh Pirates
- AAA: Indianapolis Indians, Indianapolis, Indiana
- AA: Altoona Curve, Altoona, Pennsylvania
- Advanced A: Bradenton Marauders, Bradenton, Florida
- A: West Virginia Power, Charleston, West Virginia
- Short A: West Virginia Black Bears, Morgantown, West Virginia
- Rookie: Bristol Pirates, Bristol, Virginia
- Rookie: Gulf Coast League Pirates, Bradenton, Florida
- Rookie: Dominican Summer League Pirates 1, Dominikanische Republik
- Rookie: Dominican Summer League Pirates 2, Dominikanische Republik

## Nicknames in der Major League
- 1882–1890 Pittsburgh Alleghenys
- seit 1891 Pittsburgh Pirates